# 하워드 카운티 공립학교 시스템
하워드 카운티 공립학교 시스템(Howard County Public School System, HCPSS)은 미국 메릴랜드주 하워드 카운티가 운영하는 학구이다. 콜롬비아 엘리컷 시에 본부를 두고 있다. 투표를 통해 선출된 8명의 교육위원회에 의해 운영되고 있다.
교육위원회의 구성원은 프랭크 아퀴노 (의장), 브라이언 메시킨(부의장), 안 디레시, 신디아 발리언코트, 엘런 플린 질스, 산드라 프렌치, 자넷 시디퀴, 학생위원회 위원인 콜 로제버그로 구성되어 있다.
하워드 카운티는 지속적으로 시험 점수나 교육 등급과 같은 학교 활동에 있어 높은 점수를 받고 있다. 이는 메릴랜드 학교 평가의 모든 부문에서 상위권을 차지하고 있는 것을 말한다. 2007년, 포보스 지에서 하워드 카운티를 미국에서 비용 대비 가장 효율이 좋은 학교 시스템 열 곳 중 하나로 선정했다.